# Людвік Яблоновський (дипломат)
Людвік Деметріуш Яблоновський гербу Прус ІІІ (пол. Ludwik Demetriusz Jabłonowski; 5 серпня 1784 — 31 березня 1864) — князь, дипломат (австрійський посол у Неаполі), урядник Королівства Галичини та Володимирії. Представник роду Яблоновських гербу Прус ІІІ.

## Життєпис
Син ротмістра народової кавалерії Мацея Яблоновського (16.6.1757 — 19.2.1844) та його дружини Маріанни з Шептицьких (1769—1843), внук Димітра Гіполіта. Охрещений 26 серпня 1784 року в костелі в дідичному Підкамені (нині Рогатинського району Івано-Франківської області).
Власник маєтків у Нижневі та Рогізному у Східній Галичині. У 1809 році брав участь у депутації галицькій, яка вітала князя Юзефа Понятовского в таборі (обозі) в Тшесьні; на думку Фредра, то був єдиний прояв патріотизму в цілому житті Л. Яблоновського. Під час Віденського конгресу демонстрував австрофілізм. У 1817 р. став конюшим, у 1834 р. кухмістром Королівства Галичини. У 1820 р. отримав підтвердження князівського титулу. У 1816—1822 р. посол у Неаполі; відкликаний з посади за програш у карти урядових фундушів (коштів). У 1831 р. надав певні послуги К. Чорторийському, А. Замойському, яких прислав до Відня уряд повстанців; був посередником між ними та Ф. Ґентцем і міністром Фр. Коловратом. У 1833 р. став таємним радником. Осів у Венеції, мав френетичний потяг до гри. Жив у скромних помешканнях. Прихильник абсолютизму.
Помер у Венеції 31 березня 1864.

### Родина
Перша дружина — Кароліна з Войнів (одружилися в 1805 році), друга — Донна Луїза Марін. Діти:
- Кароль — шамбелян, таємний радник, дідич Нижнева, Коростовичів, Стасевої Волї, Острині
- Фелікс
- Маврицій
- Зофія
- Станіслав Мацей.